# DHB-Pokal 1988
Der DHB-Pokal 1988 war die 14. Austragung des Handballpokalwettbewerbs der Herren. Im Finale, das aus Hin- und Rückspiel bestand, ging TUSEM Essen, der sich gegen die SG Wallau/Massenheim durchsetzte, zum ersten Mal als Sieger hervor. Damit qualifizierte sich Essen für den Europapokal der Pokalsieger 1988/89, den sie ebenfalls gewannen.

## Modus
Es traten insgesamt 64 Mannschaften aus der Bundesliga, der 2. Bundesliga, der Regionalliga (3. Liga), der Oberliga (4. Liga) und dem Landesverband unterhalb der Oberliga im K.-o.-System gegeneinander an. In den ersten zwei Runden wurde das Teilnehmerfeld nach territorialen Gesichtspunkten in Gruppe Nord und Süd unterteilt. Danach ging es einheitlich weiter und es erfolgte die weitere Ausspielung in Achtel-, Viertel und Halbfinale sowie einem Finale, das aus Hin- und Rückspiel bestand.

## 1. Hauptrunde
Qualifiziert waren für die 1. Hauptrunde folgende 64 Mannschaften, die hier nach ihrer Ligazugehörigkeit während der Saison 1987/88 aufgelistet sind.
 Gespielt wurde vom 27. Februar bis 15. März 1988.
| Bundesliga | 2. Bundesliga | Regionalliga | Oberliga | Landesverband |
| - TUSEM Essen - TV Großwallstadt (TV) - VfL Gummersbach - THW Kiel - TSV Milbertshofen - HSG TuRU Düsseldorf - MTSV Schwabing - TuS Hofweier - TBV Lemgo - OSC Thier Dortmund - Frisch Auf Göppingen - TSV Bayer Dormagen - SG Wallau/Massenheim - TuSpo Nürnberg (TV) – Titelverteidiger | Staffel Nord - SG Weiche-Handewitt - VfL Hameln - TSV Bayer 04 Leverkusen - TSV GWD Minden - HC TuRa Bergkamen - VfL Fredenbeck - SG VTB/Altjührden - TuS Nettelstedt - DSC Wanne-Eickel - TV Emsdetten - SG Olympia Longerich - SuS Oberaden - MTV/PSV Braunschweig - OSC 04 Rheinhausen Staffel Süd - TuS Schutterwald - VfL Günzburg - TV Hüttenberg - TSV Dutenhofen - TuS Eintracht Wiesbaden - TSV 05 Rot - TSV Oftersheim - VfL Pfullingen - TuS Griesheim - SG Leutershausen - VfL Heppenheim - Berliner SV 1892 - TV Niederwürzbach - SG Stuttgart-Scharnhausen | Nord - VfL Bad Schwartau - SG Bremen-Ost Berlin - Neuköllner Sportfreunde 1907 - Charlottenburger TSV 1858 West - TSG Herdecke - LTV Wuppertal - TV Oppum Südwest - TV Gelnhausen - TSV Jahn Gensungen - TV 1888 Spiesen Süd - TSV 1896 Rintheim - SC 1910 Käfertal - HSG Konstanz | Oberliga Schleswig-Holstein - TSV 1927 Weddingstedt Oberliga Niedersachsen - Eintracht Hildesheim Oberliga Westfalen - TG Rote Erde Schwelm | Verbandsliga Mittelrhein - Brühler TV 1879 Verbandsliga Württemberg - TSV Calw Landesliga Baden - TSG Ketsch Bezirksliga Hannover - SG Hohnhorst/Haste Bezirksliga Darmstadt - TG 08 Ober-Roden 2. Bezirksliga Darmstadt - TV Groß-Umstadt |

### Gruppe Nord
| Datum                  | Heimmannschaft               | Ergebnis    | Gastmannschaft       |
| ---------------------- | ---------------------------- | ----------- | -------------------- |
| Sa, 27.02., 16:00 Uhr  | TSV 1927 Weddingstedt        | 13:16       | TuS Nettelstedt      |
| Sa, 27.02., 19:30 Uhr  | SG Weiche-Handewitt          | 22:16       | OSC Thier Dortmund   |
| Sa, 27.02., 19:30 Uhr  | TSV GWD Minden               | 31:20       | MTV/PSV Braunschweig |
| Sa, 27.02., 19:30 Uhr  | VfL Hameln                   | 19:23       | SuS Oberaden         |
| So, 28.02., 11:00 Uhr  | Neuköllner Sportfreunde 1907 | 23:18       | SG VTB/Altjührden    |
| So, 28.02., 11:15 Uhr  | DSC Wanne-Eickel             | 26:90       | SG Olympia Longerich |
| So, 28.02., 11:15 Uhr  | OSC 04 Rheinhausen           | 22:18       | HC TuRa Bergkamen    |
| So, 28.02., 14:45 Uhr  | SG Bremen-Ost                | 22:18       | TV Emsdetten         |
| So, 28.02., 15:00 Uhr  | Eintracht Hildesheim         | 21:15       | TV Oppum             |
| So, 28.02., 16:00 Uhr  | Brühler TV 1879              | 20:25       | TSV Bayer Dormagen   |
| So, 28.02., 17:00 Uhr  | LTV Wuppertal                | 24:23 n. V. | THW Kiel             |
| So, 28.02., 17:00 Uhr  | TSV Bayer 04 Leverkusen      | 23:19       | VfL Gummersbach      |
| So, 28.02., 17:00 Uhr  | SG Hohnhorst/Haste           | 15:14       | TBV Lemgo            |
| So, 28.02., 17:00 Uhr  | TG Rote Erde Schwelm         | 20:26       | HSG TuRU Düsseldorf  |
| So, 28.02., 17:15 Uhr  | VfL Bad Schwartau            | 24:22 n. V. | TSG Herdecke         |
| Mi, 0.2.03., 20:15 Uhr | VfL Fredenbeck               | 23:25       | TUSEM Essen          |

### Gruppe Süd
| Datum                  | Heimmannschaft            | Ergebnis    | Gastmannschaft          |
| ---------------------- | ------------------------- | ----------- | ----------------------- |
| Sa, 27.02., 19:30 Uhr  | TV Gelnhausen             | 29:17       | TSV Calw                |
| Sa, 27.02., 19:30 Uhr  | TuS Griesheim             | 23:24 n. V. | Frisch Auf Göppingen    |
| Sa, 27.02., 19:30 Uhr  | TuS Schutterwald          | 27:21       | TuS Eintracht Wiesbaden |
| Sa, 27.02., 19:30 Uhr  | TSG Ketsch                | 22:23 n. V. | SG Leutershausen        |
| Sa, 27.02., 19:30 Uhr  | SG Wallau/Massenheim      | 30:25       | Berliner SV 1892        |
| Sa, 27.02., 19:30 Uhr  | TSV Jahn Gensungen        | 25:26 n. V. | VfL Günzburg            |
| Sa, 27.02., 20:00 Uhr  | SC 1910 Käfertal          | 19:18 n. V. | TSV 1896 Rintheim       |
| Sa, 27.02., 20:00 Uhr  | TSV 05 Rot                | 13:16       | TV Niederwürzbach       |
| So, 28.02., 10:45 Uhr  | TG 08 Ober-Roden          | 15:23       | TV Hüttenberg           |
| So, 28.02., 11:00 Uhr  | TSV Oftersheim            | 21:22       | VfL Pfullingen          |
| So, 28.02., 11:00 Uhr  | TV 1888 Spiesen           | 18:26       | VfL Heppenheim          |
| So, 28.02., 16:45 Uhr  | SG Stuttgart-Scharnhausen | 22:27       | MTSV Schwabing          |
| So, 28.02., 17:00 Uhr  | TSV Dutenhofen            | 20:25       | TuS Hofweier            |
| So, 28.02., 17:00 Uhr  | TV Groß-Umstadt           | 21:20 n. V. | HSG Konstanz            |
| Mi, 0.2.03., 20:00 Uhr | TV Großwallstadt          | 20:15       | TuSpo Nürnberg          |
| Di, .15.03., __:__ Uhr | Charlottenburger TSV 1858 | 15:20 1     | TSV Milbertshofen       |

## 2. Hauptrunde
Qualifiziert waren für die 2. Hauptrunde folgende 32 Mannschaften, die hier nach ihrer Ligazugehörigkeit während der Saison 1987/88 aufgelistet sind.
 Gespielt wurde am 19. März 1988.
| Bundesliga | 2. Bundesliga | Regionalliga | Oberliga                                      | Landesverband                                                                        |
| - TUSEM Essen - TV Großwallstadt (TV) - TSV Milbertshofen - HSG TuRU Düsseldorf - MTSV Schwabing - TuS Hofweier - Frisch Auf Göppingen - TSV Bayer Dormagen - SG Wallau/Massenheim (TV) – Titelverteidiger | Staffel Nord - SG Weiche-Handewitt - TSV Bayer 04 Leverkusen - TSV GWD Minden - TuS Nettelstedt - DSC Wanne-Eickel - SuS Oberaden - OSC 04 Rheinhausen Staffel Süd - TuS Schutterwald - VfL Günzburg - TV Hüttenberg - VfL Pfullingen - SG Leutershausen - VfL Heppenheim - TV Niederwürzbach | Nord - VfL Bad Schwartau - SG Bremen-Ost Berlin - Neuköllner Sportfreunde 1907 West - LTV Wuppertal Südwest - TV Gelnhausen Süd - SC 1910 Käfertal | Oberliga Niedersachsen - Eintracht Hildesheim | Bezirksliga Hannover - SG Hohnhorst/Haste 2. Bezirksliga Darmstadt - TV Groß-Umstadt |

### Gruppe Nord
| Datum          | Heimmannschaft               | Ergebnis    | Gastmannschaft      |
| -------------- | ---------------------------- | ----------- | ------------------- |
| Sa, 19.03.1988 | LTV Wuppertal                | 25:18       | DSC Wanne-Eickel    |
| Sa, 19.03.1988 | SG Hohnhorst/Haste           | 10:15       | OSC 04 Rheinhausen  |
| Sa, 19.03.1988 | TSV GWD Minden               | 18:21       | TSV Bayer Dormagen  |
| Sa, 19.03.1988 | TSV Bayer 04 Leverkusen      | 24:26 n. V. | HSG TuRU Düsseldorf |
| Sa, 19.03.1988 | VfL Bad Schwartau            | 25:26 n. V. | SG Weiche-Handewitt |
| Sa, 19.03.1988 | SG Bremen-Ost                | 18:22       | TuS Nettelstedt     |
| Sa, 19.03.1988 | Eintracht Hildesheim         | 15:28       | TUSEM Essen         |
| Sa, 19.03.1988 | Neuköllner Sportfreunde 1907 | 17:18       | SuS Oberaden        |

### Gruppe Süd
| Datum          | Heimmannschaft       | Ergebnis    | Gastmannschaft       |
| -------------- | -------------------- | ----------- | -------------------- |
| So, 19.03.1988 | TV Niederwürzbach    | 22:20       | VfL Pfullingen       |
| Sa, 19.03.1988 | TV Gelnhausen        | 19:16       | SC 1910 Käfertal     |
| Sa, 19.03.1988 | TV Groß-Umstadt      | 17:31       | TV Hüttenberg        |
| Sa, 19.03.1988 | SG Leutershausen     | 22:23       | TSV Milbertshofen    |
| Sa, 19.03.1988 | VfL Günzburg         | 24:27 n. V. | SG Wallau/Massenheim |
| Sa, 19.03.1988 | Frisch Auf Göppingen | 29:25       | TuS Hofweier         |
| Sa, 19.03.1988 | VfL Heppenheim       | 22:26       | TV Großwallstadt     |
| Sa, 19.03.1988 | TuS Schutterwald     | 25:18       | MTSV Schwabing       |

## Achtelfinale
Qualifiziert waren für das Achtelfinale folgende 16 Mannschaften, die hier nach ihrer Ligazugehörigkeit während der Saison 1987/88 aufgelistet sind.
 Gespielt wurde vom 29. März bis 4. April 1988.
| Bundesliga | 2. Bundesliga | Regionalliga                                 |
| - TUSEM Essen - TV Großwallstadt (TV) - TSV Milbertshofen - HSG TuRU Düsseldorf - Frisch Auf Göppingen - TSV Bayer Dormagen - SG Wallau/Massenheim (TV) – Titelverteidiger | Staffel Nord - SG Weiche-Handewitt - TuS Nettelstedt - SuS Oberaden - OSC 04 Rheinhausen Staffel Süd - TuS Schutterwald - TV Hüttenberg - TV Niederwürzbach | West - LTV Wuppertal Südwest - TV Gelnhausen |

| Datum                  | Heimmannschaft       | Ergebnis | Gastmannschaft       |
| ---------------------- | -------------------- | -------- | -------------------- |
| Di, .29.03., 20:00 Uhr | TuS Nettelstedt      | 12:19    | TUSEM Essen          |
| Mi, .30.03., 20:00 Uhr | SG Wallau/Massenheim | 22:21    | Frisch Auf Göppingen |
| Sa, 02.04., 19:30 Uhr  | SG Weiche-Handewitt  | 23:18    | TuS Schutterwald     |
| Sa, 02.04., 19:30 Uhr  | TV Niederwürzbach    | 23:14    | SuS Oberaden         |
| Sa, 02.04., 19:30 Uhr  | TV Hüttenberg        | 20:15    | TV Gelnhausen        |
| Mo, 04.04., 17:00 Uhr  | HSG TuRU Düsseldorf  | 26:25    | OSC 04 Rheinhausen   |
| Mo, 04.04., 17:00 Uhr  | TSV Milbertshofen    | 23:19    | TV Großwallstadt     |
| Mo, 04.04., 19:30 Uhr  | TSV Bayer Dormagen   | 19:17    | LTV Wuppertal        |

## Viertelfinale
Qualifiziert waren für das Viertelfinale folgende acht Mannschaften, die hier nach ihrer Ligazugehörigkeit während der Saison 1987/88 aufgelistet sind.
 Gespielt wurde am 20. April 1988.
| Bundesliga                                                                                          | 2. Bundesliga                                                                      |
| - TUSEM Essen - TSV Milbertshofen - HSG TuRU Düsseldorf - TSV Bayer Dormagen - SG Wallau/Massenheim | Staffel Nord - SG Weiche-Handewitt Staffel Süd - TV Hüttenberg - TV Niederwürzbach |

| Datum                  | Heimmannschaft       | Ergebnis    | Gastmannschaft     |
| ---------------------- | -------------------- | ----------- | ------------------ |
| Mi, .20.04., 18:30 Uhr | SG Weiche-Handewitt  | 25:24 n. V. | TSV Milbertshofen  |
| Mi, .20.04., 20:00 Uhr | HSG TuRU Düsseldorf  | 19:24       | TUSEM Essen        |
| Mi, .20.04., 20:00 Uhr | TV Niederwürzbach    | 22:23 n. V. | TV Hüttenberg      |
| Mi, .20.04., 20:00 Uhr | SG Wallau/Massenheim | 27:26 n. V. | TSV Bayer Dormagen |

## Halbfinale
Qualifiziert waren für das Halbfinale folgende vier Mannschaften, die hier nach ihrer Ligazugehörigkeit während der Saison 1987/88 aufgelistet sind.
 Gespielt wurde am 27. April 1988.
| Bundesliga                           | 2. Bundesliga                                                  |
| - TUSEM Essen - SG Wallau/Massenheim | Staffel Nord - SG Weiche-Handewitt Staffel Süd - TV Hüttenberg |

| Datum                  | Heimmannschaft       | Ergebnis | Gastmannschaft      |
| ---------------------- | -------------------- | -------- | ------------------- |
| Mi, .27.04., 18:45 Uhr | TV Hüttenberg        | 21:27    | TUSEM Essen         |
| Mi, .27.04., 19:30 Uhr | SG Wallau/Massenheim | 24:20    | SG Weiche-Handewitt |

## Finale DHB-Pokal
Das Finale um den DHB-Pokal, das aus Hin- und Rückspiel bestand, wurde am 4. und 8. Mai 1988 zwischen der SG Wallau/Massenheim und TUSEM Essen ausgetragen. Den Pokal sicherte sich zum ersten Mal TUSEM Essen, die sich im Finale gegen Wallau/Massenheim mit 53:39 (Hinspiel 25:18, Rückspiel 28:21) durchsetzten.
| Datum                 |                      | Gesamt |             | Hinspiel     | Rückspiel     |
| --------------------- | -------------------- | ------ | ----------- | ------------ | ------------- |
| Mi 4. Mai / So 8. Mai | SG Wallau/Massenheim | 39:53  | TUSEM Essen | 18:25 (4:10) | 21:28 (10:10) |

### Hinspiel
Mittwoch, 4. Mai 1988 um 19:30 Uhr in Rüsselsheim am Main, Walter-Köbel-Halle, 3.800 Zuschauer (ausverkauft)
SG Wallau/Massenheim: Theis, Hofstötter – Magel (1) , Källman (5/5), Baumann, Kaufmann , Schöne (4), Bannicke , Oster (4) , Krause, Bannach , Don (4). Trainer: Keller
TUSEM Essen: Hecker, Böhme – Gíslason (6), Kubitzki (7), Happe (1) , Krebs, Quarti, Stoschek (2), Spreitzer , Liekenbrock, Fraatz (9/1). Trainer: Schmitz
Schiedsrichter: Erhard Hofmann & Manfred Prause

### Rückspiel
Sonntag, 8. Mai 1988 um 15:30 Uhr in Essen, Grugahalle, 3.500 Zuschauer
TUSEM Essen: Hecker (1/1), Böhme – Gíslason (7/3), Kubitzki (5), Happe, Krebs , Quarti (2), van der Heusen , Stoschek (5), Spreitzer, Fraatz (8/1). Trainer: Schmitz
SG Wallau/Massenheim: Theis, Hofstötter – Källman (7/3), Baumann (1), Kaufmann (1) , Schöne (2), Bannicke , Wolf (2), Oster (5), Magel, Krause (2), Bannach. Trainer: Keller
Schiedsrichter: Hans-Jürgen Gottschlich & Peter Jurczik